# Ingatlanbefektető
Az ingatlanbefektető olyan személy, aki ingatlanokba fektet pénzt, célja pedig a befektetés értékének növelése, profit szerzése vagy stabil jövedelem biztosítása. Az ingatlanbefektetés lehetőséget biztosít arra, hogy a befektető pénzügyi előnyöket élvezzen, miközben különböző típusú ingatlanokkal, például lakásokkal, házakkal, ipari ingatlanokkal vagy kereskedelmi ingatlanokkal foglalkozik. Az ingatlanbefektetők különböző stratégiákat alkalmaznak, mint például az ingatlanok értéknövelése, bérbeadás, ingatlanfejlesztés vagy ingatlanok értékesítése.

## Az ingatlanbefektetés típusa
1. Lakóingatlan-befektetések  A lakóingatlanok, mint például családi házak, lakások és társasházak, az ingatlanpiacon a legelterjedtebb befektetési formák. A befektetők gyakran vásárolnak lakásokat vagy házakat, majd bérbe adják őket hosszú vagy rövid távon, hogy biztosítsák a stabil bevételt.
2. Kereskedelmi ingatlanok  Az irodaházak, üzletek, éttermek és egyéb kereskedelmi célú ingatlanok bérbeadása az ingatlanbefektetők számára magas hozamot jelenthet. A kereskedelmi ingatlanok vásárlása és bérbeadása gyakran nagyobb kockázattal jár, de potenciálisan magasabb jövedelmet is kínál.
3. Ipari ingatlanok  Ipari ingatlanok, mint például raktárak, gyárak vagy logisztikai központok, hosszú távú bérleti szerződéseket kínálnak, amelyek biztosítják a stabil cash flow-t a befektetők számára. Ezek az ingatlanok gyakran nagyobb kezdeti befektetést igényelnek, de a hozamok is magasabbak lehetnek.
4. Fejlesztési ingatlanok  Az ingatlanfejlesztés azok számára ideális, akik képesek felmérni és megvalósítani az ingatlanok értéknövelését. Ez magában foglalhatja az új ingatlanok építését, a régi ingatlanok felújítását, vagy akár a telkek fejlesztését.
5. REIT-ek (Real Estate Investment Trusts)  A REIT-ek olyan befektetési alapok, amelyek ingatlanokba fektetnek, és lehetővé teszik a kisebb befektetők számára, hogy ingatlanpiaci hozamot érjenek el anélkül, hogy közvetlenül birtokolnák az ingatlanokat. A REIT-ek széles körű, jellemzően kereskedelmi vagy ipari ingatlanokat tartanak portfóliójukban.

## Az ingatlanbefektetés előnyei
1. Stabil bevétel  Az ingatlanok bérbeadása biztosítja a folyamatos jövedelmet, amely az ingatlan típusától és helyétől függően stabil, hosszú távú forrást jelenthet a befektető számára.
2. Értéknövekedés  Az ingatlanok idővel növelhetik az értéküket, ami lehetővé teszi a magasabb eladási árat, így a befektető profitot termelhet az ingatlan értéknövekedése révén.
3. Diverzifikálás  Az ingatlanbefektetés segíthet a befektetési portfólió diverzifikálásában, csökkentve a pénzügyi kockázatokat, különösen akkor, ha a tőzsdén elérhető részvények vagy kötvények mellett ingatlanokba is fektetnek.
4. Infláció elleni védelem  Az ingatlanok gyakran védelmet nyújtanak az inflációval szemben, mivel az ingatlanpiaci árak és bérleti díjak gyakran követik az inflációs ütemet. Ez stabil hozamot biztosíthat a befektetők számára még gazdasági válságok idején is.

## Kockázatok és hátrányok
1. Piaci ingadozások  Az ingatlanpiac időszakos ingadozásokkal, például recesszióval, magas kamatlábakkal vagy túltelítettséggel reagálhat, amelyek csökkenthetik az ingatlan értékét és bérleti keresletet.
2. Kezdeti költségek  Az ingatlanvásárlás magas kezdőtőkét igényelhet, beleértve az ingatlan vételárát, az adókat, biztosítást és egyéb költségeket. A magas kezdeti befektetés miatt az ingatlanbefektetés kevésbé elérhető lehet a kisebb tőkével rendelkező befektetők számára.
3. Fenntartási költségek  Az ingatlanok fenntartása, karbantartása és felújítása folyamatos költségekkel jár, amelyek csökkenthetik a befektető által elérhető nettó nyereséget.
4. Likviditás  Az ingatlanok nem könnyen értékesíthetők rövid távon, és eladásuk hosszú időt vehet igénybe. Ez azt jelenti, hogy az ingatlanbefektetések nem kínálnak ugyanazt a likviditást, mint a részvények vagy kötvények.

## Az ingatlanbefektető feladatai
Az ingatlanbefektetői munka rendkívül sokrétű és magában foglalja az alábbi feladatokat:
1. Piaci elemzés  Az ingatlanbefektetőknek alapos piaci elemzést kell végezniük annak érdekében, hogy azonosítsák a potenciálisan nyereséges ingatlanokat. Az ingatlanpiac változásait, az ingatlanok keresleti és kínálati viszonyait, a gazdasági környezetet és az aktuális trendeket figyelembe kell venniük.
2. Befektetési stratégiák kidolgozása  Az ingatlanbefektetők különböző stratégiák szerint dolgoznak: vétel és bérbeadás, ingatlanfejlesztés, értékesítés, vagy a piaci trendekhez való igazodás.
3. Tőkebevonás és finanszírozás  Az ingatlanbefektetőknek gyakran külső tőkét kell bevonniuk a vásárláshoz, mint például banki hitelek vagy magánbefektetők. Az ingatlanpiac ismerete mellett a befektetőknek képesnek kell lenniük megfelelő finanszírozási megoldások keresésére.
4. Bérbeadás és ingatlanmenedzsment  Az ingatlanok fenntartása és bérbeadása komoly menedzsmentet igényel. A bérlők kezelése, a karbantartás, az ingatlanok állapotának nyomon követése, valamint a bérleti díjak optimalizálása mind hozzájárulnak a sikerhez.

## Az ingatlanbefektetés jogi és adózási kérdései
Az ingatlanbefektetők számára fontos, hogy tisztában legyenek az ingatlanvásárlással kapcsolatos jogi és adózási előírásokkal. Az ingatlanokkal kapcsolatos jogi kérdések, mint az adásvételi szerződések, tulajdonjogok és bérleti szerződések, minden egyes tranzakció során alapvető fontosságúak. Ezen kívül az ingatlanbefektetőknek adót kell fizetniük a bérbeadott ingatlanok után szerzett jövedelem után, és figyelembe kell venniük az ingatlanok értékesítésekor felmerülő adózási kötelezettségeket is.

## Az ingatlanbefektetők szerepe a gazdaságban
Az ingatlanbefektetők jelentős szereplők a gazdaságban, mivel közvetlenül befolyásolják a lakó- és kereskedelmi ingatlanpiacot. Az ő döntéseik hatással vannak az ingatlanárakra, bérleti díjakra, valamint a városok és települések fejlődésére. Az ingatlanpiac stabilitása és fejlődése különböző társadalmi és gazdasági előnyöket hozhat, mivel biztosítja a lakhatást és munkahelyeket, és hozzájárul a gazdaság növekedéséhez.
Az ingatlanbefektetők tehát kulcsszereplők a modern gazdasági és pénzügyi rendszerekben, akik lehetőséget biztosítanak a tőke hatékony elhelyezésére és az ingatlanpiaci fejlődés elősegítésére.